# La Rioja (Argentina)
La Rioja è la capitale dell'omonima provincia argentina, nella parte occidentale del paese, ed ha una popolazione di quasi 150 000 abitanti. Si trova ai piedi delle Sierras Velasco, a 1167 km da Buenos Aires e 430 km da Córdoba.

## Geografia fisica
Il clima è secco e semi-desertico con temperature medie che vanno da 5 °C a 20 °C in inverno e da 21 °C a 35 °C in estate, ma con massime che possono superare i 40 °C.
L'economia dell'intera provincia è storicamente legata all'allevamento di bestiame e all'agricoltura, ed alla produzione di vino. Ma l'inizio degli anni settanta portò nella città una spinta verso l'industrializzazione che attualmente fa di La Rioja un centro importante per l'industria farmaceutica argentina.

## Storia
Juan Ramirez de Velasco fondò la città con il nome Todos los Santos de la Nueva Rioja il 20 maggio 1591, durante il suo mandato di governatore dei Territori di Tucumán, in omaggio alla comunità autonoma di La Rioja in Spagna.
La città era l'unico insediamento di una certa importanza nel territorio dell'attuale provincia, e quando un terremoto danneggiò gravemente la città nel 1894, essa contava soltanto 8 000 abitanti. Fu soltanto negli anni Settanta che la popolazione della città e della provincia cominciarono a crescere in maniera considerevole.

## Monumenti e luoghi d'interesse
- Basilica di San Nicola di Bari
- Chiesa e convento di San Domenico

## Società

### Religione
La città è sede della diocesi di La Rioja, istituita il 20 aprile 1934 e suffraganea dell'arcidiocesi di San Juan de Cuyo.

## Cultura

### Istruzione

#### Musei
- Museo della Città
- Museo Folklorico
- Museo Regionale Inca Huasi
- Museo Storico di La Rioja

## Infrastrutture e trasporti

### Strade
La principale via d'accesso alla città è la strada nazionale 38 che unisce la provincia di Córdoba con San Miguel de Tucumán. Da La Rioja origina anche la strada nazionale 75 per Aimogasta, centro del nord della provincia.

### Aeroporti
È servita dall'aeroporto Capitán Vicente Almonacid (codice IRJ), distante 7 km dal centro della città, con voli regolari su Buenos Aires e Catamarca.